# Historias del Kronen (película)
Historias del Kronen es una película española de 1995, dirigida por Montxo Armendáriz y basada en la novela homónima del escritor José Ángel Mañas. La película se rodó íntegramente en Madrid.

## Sinopsis
Carlos es un joven de una familia de clase media-alta de Madrid. Estudiante de 21 años, su única preocupación es disfrutar de la fiesta con sus amigos, transgredir las normas y provocar. En el Kronen, una cervecería madrileña, se reúne con su pandilla como punto de inicio para las noches de desfase que protagonizan. Durante el día vive su vida sin emoción de joven mundano, mal estudiante y con una familia tradicional y anodina. De noche, Carlos acude a buscar aquello de lo que carece durante el día, iniciándose un verano que no acabará igual de bien que empezó.

## Reparto
- Juan Diego Botto: Carlos
- Jordi Mollà: Roberto
- Núria Prims: Amalia
- Aitor Merino: Pedro
- Armando del Río: Manolo
- Diana Gálvez: Silvia
- Cayetana Guillén Cuervo: Hermana de Carlos
- Mercedes Sampietro: Madre de Carlos
- Josep Maria Pou: Padre de Carlos
- Iñaki Méndez: Miguel
- André Falcon: Abuelo de Carlos
- Pilar Ordóñez: Prostituta
- Pilar Castro como Nuria
- Carmen Segarra como Angelines, la criada
- Eduardo Noriega: Joven pelea 1

## Banda sonora
El tema No hay sitio para ti de la banda M. C. D. fue el tema principal de la banda sonora en el que además participaron Reincidentes, The Lox, Tribu X, Santa Fe, Inquilino comunista, Terrorvision, Hamlet y Australian Blonde.

## Premios y candidaturas
X edición de los Premios Goya de 1996
| Categoría            | Candidatos                         | Resultado |
| -------------------- | ---------------------------------- | --------- |
| Mejor guion adaptado | Montxo Armendáriz José Ángel Mañas | Ganadores |
| Actor revelación     | Juan Diego Botto                   | Nominado  |

Medallas del Círculo de Escritores Cinematográficos de 1995
| Categoría            | Candidatos                         | Resultado |
| -------------------- | ---------------------------------- | --------- |
| Mejor guion adaptado | Montxo Armendáriz José Ángel Mañas | Ganadores |